# Matteo Renzi
Matteo Renzi (Florença, 11 de janeiro de 1975) é um político e senador italiano. Foi Presidente do Conselho de Ministros (primeiro-ministro) de seu país de 2014 a 2016, prefeito de Florença de 2009 a 2014 e secretário do Partido Democrático (PD, de centro-esquerda) de dezembro 2013 a março de 2018. Fundou depois disso o partido Italia Viva.

## Vida
Matteo Renzi cresceu em Rignano sull'Arno, onde seus pais ainda vivem. Seu pai Tiziano, foi conselheiro do antigo Partito Popolare Italiano (PPI) entre 1985 e 2002, em Rignano sull'Arno. Na juventude ele viveu a experiência de (escoteiro), cujo lema é   "deixar o mundo um pouco melhor do que como achamos", segundo Baden Powell. Ingressou ao Liceu Dante, depois estudou direito na Universidade de Florença, onde foi diplomado em 1999. Depois, trabalhou na empresa de marketing CHIL srl, de propriedade familiar. Renzi é casado desde setembro de 1999 com a professora de ensino médio, Agnese e tem três filhos, Francesco, Emanuele e Ester

## Carreira política
Em 2004, ele tornou-se presidente da Província de Florença, até 2009. Em 2008, rejeitou a proposta do centro para concorrer a um segundo mandato e anunciou sua candidatura nas primárias democratas a prefeito de Florença, a metrópole da Toscana. Ganhou as eleições municipais em 2009. Durante o seu mandato reduziu impostos na província, reduziu os custos e aumentou o investimento em cultura e meio ambiente. Em dezembro de 2013 ele finalmente foi eleito por uma maioria clara para ser chefe da PD. Em 8 de dezembro 2013, foi eleito secretário do Partido Democrático com 67,55 % dos votos, o equivalente a 1.895.332 votos. Ele apresentou uma reforma do mercado de trabalho, inspirado pelos Estados Unidos e seu presidente, Barack Obama ("Jobs Act"). Como o ex-primeiro ministro Silvio Berlusconi, ele concordou com os dados básicos para uma nova lei eleitoral, o "Italicum".

### Il Rottamatore("O sucateiro")
Matteo Renzi é considerado o "Speedy González" da política italiana, também como um líder moderado, de centro, católico, um pouco tradicional. Renzi, que se descreve como um "rottamatore" (da palavra italiana rottamare, "reciclar algo para sucata", "trocar algo velho por algo mais novo", "demolir", "reaproveitar pedaços"), alcunha que lhe foi atribuída pelo seu desejo de dar início a uma nova geração política, reciclando o sistema vigente, desacreditado e manchado pela corrupção e o imobilismo. Renzi define-se como um homem "muito ambicioso". A BBC diz que é um político com "uma energia inesgotável, que gosta de subir ao palco [dos comícios] com calças de ganga pretas, e que vai às reuniões em mangas de camisa. Viaja num pequeno carro ou de bicicleta. É descontraído, mas rápido e fluente nas palavras que profere sem necessidade de tirar notas".

## Primeiro-ministro

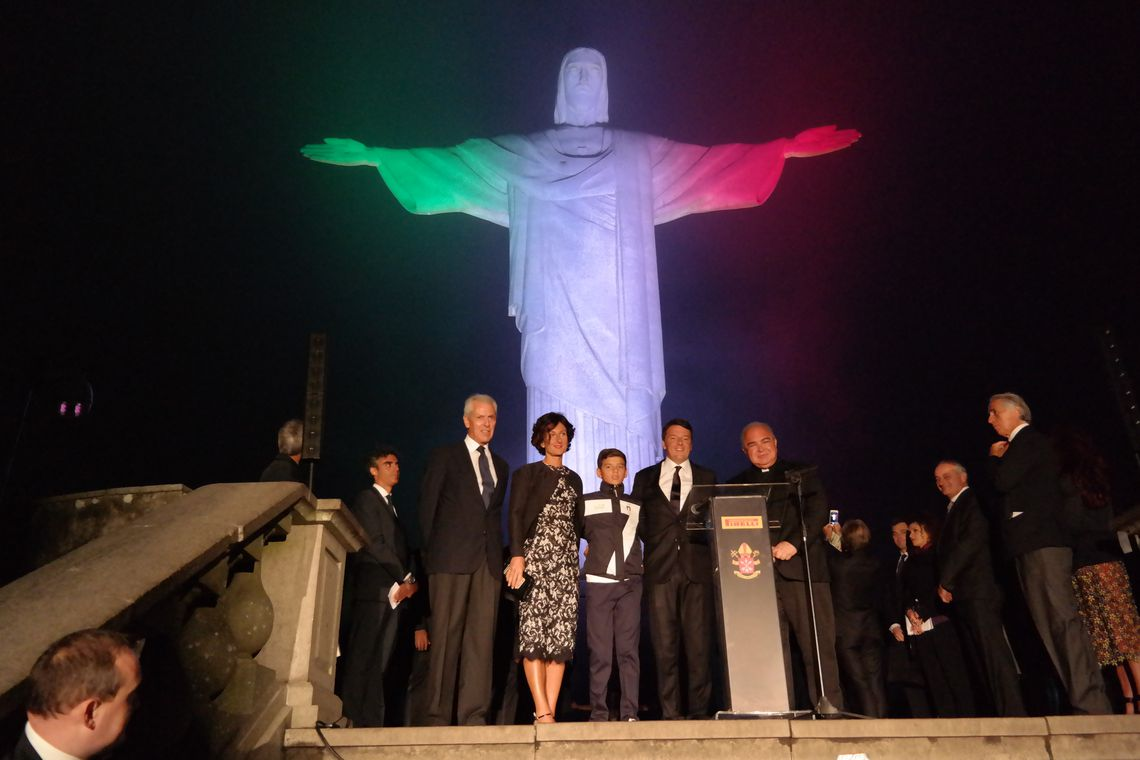
O Cristo Redentor foi iluminado com as cores da bandeira da Itália em evento com a presença de Renzi, sua família, o cardeal dom Orani Tempesta, entre outros, em 3 de agosto de 2016.

Em 22 de fevereiro de 2014 Matteo Renzi foi formalmente empossado como primeiro-ministro da Itália. Renzi assume o cargo após Enrico Letta, também do Partido Democrático, perder o apoio dos partidários por não conseguir retirar o país da crise econômica e renunciar na semana anterior. Aos 39 anos, é o mais novo primeiro-ministro italiano de sempre.
No dia 4 de dezembro de 2016, após a derrota no Referendo Constitucional, Matteo Renzi anunciou que renunciaria ao cargo de primeiro-ministro.

## Publicações
Com a editora Rizzoli publicou "Fuori!", ("Fora!") em 2011 e "Stil Novo" em 2012. Em 2013 ele lançou seu último livro, "Oltre la Rottamanzione", ("Além da sucata"), publicado pela Mondadori.